# .mz
.mz — в Інтернеті, національний домен верхнього рівня (ccTLD) для Мозамбіку.

## Домени 2-го та 3-го рівнів
В цьому національному домені нараховується близько 12,800,000 вебсторінок (станом на червень 2012 року).
У наш час використовуються та приймають реєстрації доменів 3-го рівня такі доменні суфікси (відповідно, існують такі домени 2-го рівня):
| Суфікс  | Регламентовані користувачі                                            |
| .ac.mz  | Наукові та дослідницькі установи, коледжі, університети або інститути |
| .co.mz  | Комерційні установи, корпорації                                       |
| .gov.mz | Державні та урядові установи                                          |
| .org.mz | Неприбуткові, неурядові організації                                   |